# Anacroneuria ypane
Anacroneuria ypane és una espècie d'insecte plecòpter pertanyent a la família dels pèrlids i una de les tres espècies del gènere Anacroneuria presents al Paraguai.

## Etimologia
El seu nom científic fa referència al lloc on fou originalment trobat: el riu Ypane.

## Descripció
- Els adults presenten, en general, un color marró combinat amb àrees de pigmentació clara, el cap amb una gran zona de pigmentació fosca que s'estén des de la regió dels ocels, les antenes marró fosc, el pronot principalment fosc amb àrees laterals clares, el segment de la tíbia amb petites franges fosques i les membranes alars marrons amb la nervadura marró fosc.
- El mascle té ganxos prims i les seues ales anteriors fan 10 mm de llargària.
- Ni la femella ni la larva no han estat encara descrites.[1]

## Hàbitat
En el seu estadi immadur és aquàtic i viu a l'aigua dolça, mentre que com a adult és terrestre i volador.

## Distribució geogràfica
Es troba a Sud-amèrica: el Paraguai.